# Oenochroma pallidula
Oenochroma pallidula är en fjärilsart som beskrevs av Lucas 1898. Oenochroma pallidula ingår i släktet Oenochroma och familjen mätare. Inga underarter finns listade i Catalogue of Life.